# Hovjägare

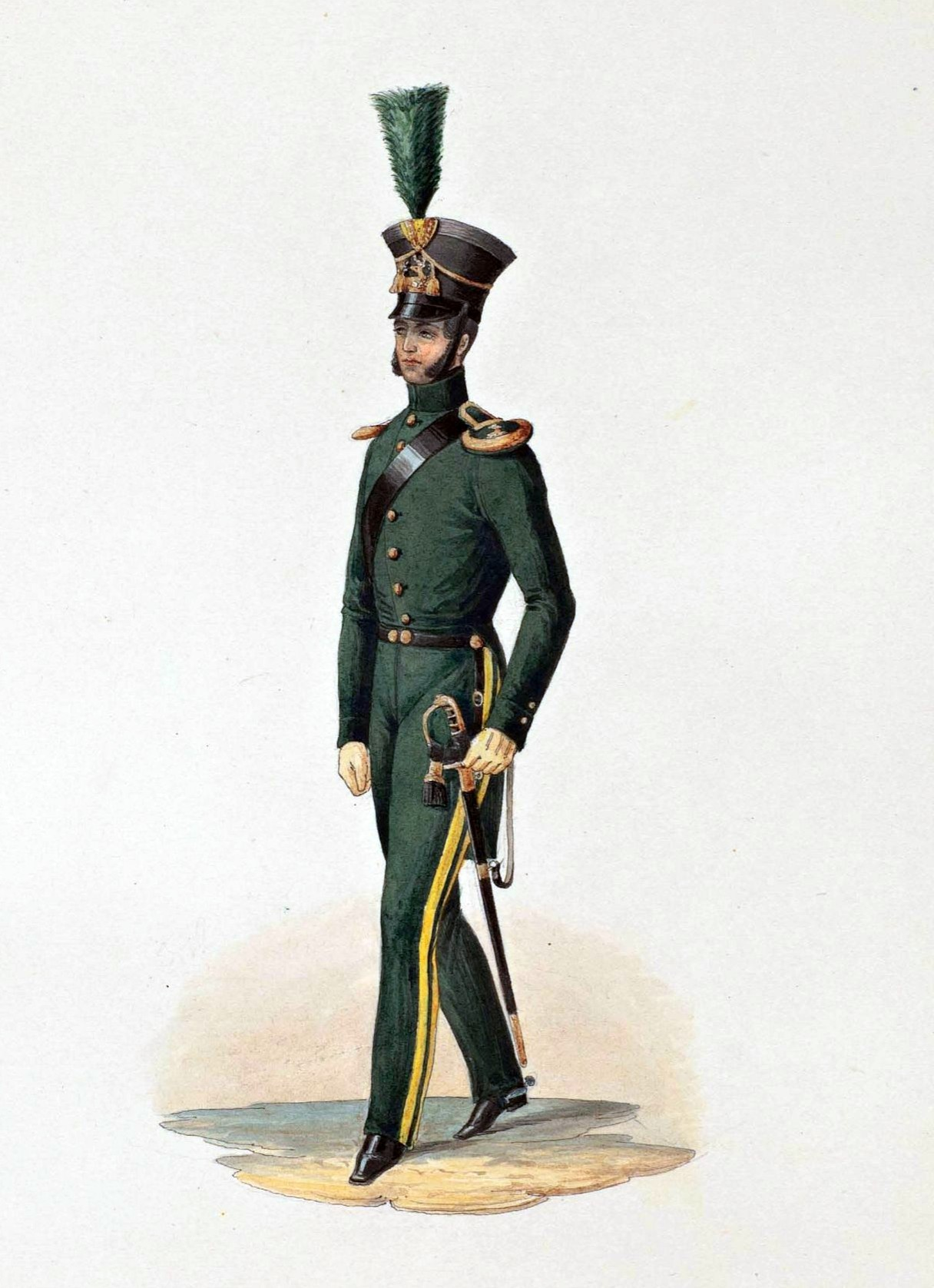
Hovjägare vid Karl XIV Johans hov, ca 1844. Litografi av Adolf Ulrik Schützercrantz.

Hovjägare är en jägare anställd vid ett hov eller kungligt slott.

## Sverige
Hovjägare var tidigare benämning på en vid de kungliga jaktparkerna eller på Djurgården vid Stockholm anställd bevakande personal. Idag är hovjägare en hederstitel som kan utdelas av det svenska hovet.